# Steve Jones (músico)
Philip Stephen "Steve" Jones (Londres, 3 de setembro de 1955) é um cantor e guitarrista Inglês de rock e ator, mais conhecido como guitarrista e membro fundador da banda de punk rock Sex Pistols. Foi considerado o 97º melhor guitarrista de todos os tempos pela revista norte-americana Rolling Stone.

## Biografia
Jones nasceu em Shepherd's Bush, Londres, onde cresceu com sua jovem mãe, que trabalhava como cabeleira, e seus avós. Ele se mudou para Benbow Road em Shepherd's Bush. Era filho único e seu pai, Don Jarvis, um boxeador amador, o deixou quando tinha dois anos de idade. Ele revelou na sua autobiografia de 2016 Lonely Boy que foi abusado sexualmente por seu padrasto, que ele culpou pelo seu posterior vício em sexo e incapacidade de formar relacionamentos duradouros. Ele também revelou que era analfabeto funcional até os seus quarenta anos. Com quatorze condenações criminais, ele foi o sujeito de uma ordem de atendimento ao conselho e passou um ano em um centro de detenção preventiva, que ele disse ser mais agradável do que estar em casa. Jones também disse que o Sex Pistols o salvou de uma vida de crimes.

## Carreira
Jones foi co-fundador da banda The Strand (nomeada por causa de um canção do Roxy Music), com Paul Cook e Wally Nightingale no início de 1970. The Strand foi um precursor do Sex Pistols, onde Jones aprendeu a tocar guitarra. Depois de largar Nightingale, em meados da década de 70, a banda passou ser conhecida como The Swankers.
Jones também tocou com Thin Lizzy, Joan Jett, Kraut, Adam Ant, Bob Dylan, Iggy Pop, Andy Taylor, Megadeth, o Neurotic Outsiders e teve uma carreira solo na década de 1980 e início de 1990. Sua canção "Mercy", do álbum de mesmo nome, foi usada em um episódio de Miami Vice e foi destaque na trilha sonora de Miami Vice II.
Em 2008, os Sex Pistols se apresentaram no Festival da Ilha de Wight como a atração principal na noite de sábado, o Festival Peace & Love na Suécia, o Live at Loch Lomond da Escócia e Festival de Paredes de Coura em Portugal.

## Discografia
- (1987) Mercy
- (1989) Fire and Gasoline